# Per Agne Karlström
Per Agne "Pära" Karlström, född 7 november 1931 i Surahammar, död 18 november 1987 i Leksand, var en svensk ishockeymålvakt.
Karlström debuterade i Surahammars IF som reservmålvakt säsongen  1947/1948 och spelade där till säsongen 1955/1956, då han värvades till Leksand. Han debuterade i Leksands IF säsongen 1956/1957, där spelade han till säsongen 1964/1965. Han stod också i landslaget Tre kronors mål och medverkade 1959 i VM-turneringen som spelades i Prag och Ostrava , Tjeckoslovakien. Totalt spelade han 31 A-kamper och 1 B-kamp för Sverige. Han fick också en Bronsmedalj i EM 1959 som på den tiden spelades samtidigt som VM. Efter tiden i Leksand spelade Karlström i Falu GIF 2 säsonger (1966/1967 och 1967/1968). Därefter en säsong i Falu IF 1968/1969 som spelade tränare, han gjorde ett inhopp i Västerås IK säsongen 1971/1972. Efter den aktiva karriärens slut tränade han Leksand från säsongen 1972/1973 till 1975/1976, under dessa 4 säsonger vann Leksand SM Guld vid de 3 första säsongerna. Säsongen 1977/1978 tränade han IK Rommehed och coachade dem fram till serieseger i division 2. Han gjorde ytterliger en sejour i Leksand 1978/1979 och 1979/1980. Dessutom var han assisterande Förbundskapten för Tre Kronor. Pära Karlström dog 1987 i Leksand efter en tids sjukdom.

## Klubbar
- Surahammars IF 1947-1956
- Leksands IF 1956-1968
- Falu GIF 1966-1968
- Falu IF 1968-1969
- Västerås IK 1971-1972

## Meriter
- VM-femma, Prag, Tjeckoslovakien, 1959
- EM-brons 1959